# Barbara Strohschein
Barbara Strohschein (* 1949 in Berlin) ist eine deutsche Philosophin und freie Schriftstellerin.

## Leben
Barbara Strohschein war nach ihrem Lehramt-Staatsexamen an der Universität Regensburg als wissenschaftliche Assistentin im Bereich Bildungsforschung tätig. Sie promovierte an der Universität Hamburg über den Philosophen Ernst Bloch zum Thema Tagtraum, Hoffnung, Phantasie. Im Anschluss daran arbeitete sie als Lektorin im Hoffmann und Campe Verlag. Mit einer Studie über Der Wert des menschlichen Subjekts in der Humankapitaldebatte, der Genforschung, der Globalisierung und den Medien für das Institut für Friedensforschung und Sicherheitspolitik in Hamburg begann sie ihre Vorarbeiten zur Gründung ihrer philosophischen Praxis. Nach dem Umzug 2002 nach Berlin gründete sie ihre Praxis für Werte cor amati und berät dort.
Strohschein veröffentlichte wissenschaftlichen Arbeiten über Tagtraum, Hoffnung und Utopie in Beziehung zur ästhetischen Erziehung. Für das NDR Fernsehen konzipierte und moderierte sie eine philosophische Talkshow für Jugendliche unter dem Titel Jugendtraum und Wirklichkeit.
Ihre Theaterstücke wurden in Hamburg, Koblenz, Graz und Kiel uraufgeführt. Im Jahr 2011 gründete sie zusammen mit Dieter Flader das Berliner Institut für angewandte Humanwissenschaft für Forschung und Beratung.

## Veröffentlichungen (Auswahl)

### Schriften
- mit Jakob Westhafen: Die Reise ins Reich der Spiegel. Vom Ich zum Wir. Mit einem Vorwort von Dieter Flader. Xpress Verlag, 2012, ISBN 978-3-00-037024-3.
- Nach Sturz Mittag verlangen. Gedichte und Manifeste. Rospo Verlag, Hamburg 1997, ISBN 3-930325-14-4.
- Die Reisen der Gerda Seidenwinkel. Roman. Arche Verlag, Zürich 1985, ISBN 3-7160-2020-6.
- Ernst Blochs „Prinzip Hoffnung“ und die Ästhetische Erziehung. Dissertation. Extra-Verlag, Frankfurt am Main 1983, ISBN 3-88704-025-2.
- Das Treffen der Stadthalter. Essay. In: Enno Kaufhold: Geschichtete Momente. Nishen Verlag, Berlin 1989, ISBN 3-88940-035-3.
- Die gekränkte Gesellschaft: Das Leiden an Entwertung und das Glück durch Anerkennung. Riemann Verlag (März 2015), ISBN 3-570-50178-7.

als Hrsg.
- Utopien heute. Anthologie. Konzept und Redaktion B. Strohschein. Ludwigshafen 2002.
- Eduard Mörike: Mozart auf der Reise nach Prag: Ansichten einer Reise mit Fotos von Jürgen Röhrscheid u. histor. Bildern. Mit Fotos von J. Röhrscheid. Bärenreiter Verlag, Kassel 1987.

### Theater
- Die Blaue Stadt. Reise in die Fremde. Uraufführung in Hamburg Kampnagel 1993, Suhrkamp Verlag
- Schattenpanzer und Pistolenkuß oder: Ein Tag, ein Leben an Jakobs Bett. Komödie. Uraufführung in Graz, Steirischer Herbst 1992, Suhrkamp Verlag, Kiel Schauspielhaus 1992
- En gros und en detail. Einakter, Uraufführung in Koblenz 1991 mit Stücken von Elfriede Jelinek und Ginka Steinwachs.
- Lehrbegehrstück. Spiel mit sechs Szenen. Uraufführung in Koblenz 1990, weitere Aufführung: Regie: A. Breithold, Suhrkamp Verlag

### Hörspiele und Features
- Friedrich ist gerade abgereist. Nietzsches Ende in Turin. (mit Dieter Philippi). Produktion Bayerischer Rundfunk, Sender Freies Berlin, Mitteldeutscher Rundfunk, Radio Bremen. Als Hörkunstwerk im Auftrag der Stiftung Weimarer Klassik und uraufgeführt beim Weimarer Kulturfest 1994
- 1,6 %. Gen-Analogie. Golem im Labor. Die Selbsterschaffung des Menschen. Sprach- und Hörkunstwerk. Mit dem Komponisten Guy Bettini. CD, produziert für das Avantgardfestival „Kryptonale“, Berlin 2001.
- Dark Space Hörspiel/Feature. Deutschlandradio Berlin 2001, präsentiert im Gropius-Haus, Berlin Oktober 2001
- Die Schachtel des Herrn Paterno. Regie: Ulrich Heising. Mit Dieter Mann u. a. Musik: Laurie Anderson. Sender Freies Berlin 1997.
- Frau Dermotta verschwindet. Regie: Manfred Mixner. Mit Ingo Hülsmann u. v. a. Sender Freies Berlin 1993.
- Gespenstermenü. Regie Heinz Hostnig. Mit Traugott Buhre u. v. a. Bayerischer Rundfunk und Radio Bremen 1991, Norddeutscher Rundfunk 1993
- Descartes Piano. Mit M. Dieckhoff, Dieter Hufschmidt u. a. Radio Bremen, Sender Freies Berlin 1993.
- Heute nicht, das nächste Mal. Regie: R. Kremer. Mit A. Rottenberger, Christian Brückner, Dieter Hufschmidt. Radio Bremen 1990, Bayerischer Rundfunk 1991, mit Wiederholungen
- Vom Lazarett ins Zahlenbett. Regie: Manfred Mixner. Mit Elke Petri, Kai Hufnagel, W. Rehm. Sender Freies Berlin 1991
- Das Triplex-Consort. Regie: R. Kremer. Sender Freies Berlin, Hessischer Rundfunk 1991.
- Auf dem Lager ist noch Licht. Regie: Heinz Hostnig. Mit Elisabeth Endriss und Felix von Manteuffel. Bayerischer Rundfunk, Radio Bremen 1991. Uraufführung im Literaturhaus Berlin, Sommer 1991.
- Wenn nur das Haus nicht fällt. Regie: Manfred Mixner. Mit Jutta Lampe, Gregor Hansen, Helmut Baumann, Lothar Blumhagen u. a. Musik: Manfred Stahnke. Sender Freies Berlin, Österreichischer Rundfunk (ORF) 1989